# Tubsat-N
Tubsat-N è stato un satellite artificiale tedesco di piccole dimensioni (microsatellite) progettato dall'Università tecnica di Berlino. È stato il primo satellite lanciato da un sottomarino. Il lancio è avvenuto il 7 luglio 1998 dal sottomarino nucleare russo K-407 che si trovava nel Mare di Barents; per il lancio è stato adoperato un missile Štil'.
Il satellite pesava 8 kg e misurava 32x32x10,4 cm. È stato immesso in un'orbita con un perigeo di 400 km e un apogeo di 776 km. Era un satellite per comunicazioni e aveva il compito di raccogliere e ritrasmettere i segnali emessi da segnalatori posti su animali e veicoli in movimento.